# زاتش لوفتون
زاتش لوفتون (مواليد 18 نوفمبر 1992) هو لاعب كرة سلة أمريكي محترف يلعب حالياً مع نادي الحكمة في الدوري اللبناني لكرة السلة. بدأ مسيرته الجامعية في جامعة تكساس الجنوبية حيث حصل على جائزة أفضل لاعب في مؤتمر الجنوب الغربي الرياضي لعام 2017، قبل أن ينتقل للعب لصالح جامعة ولاية نيو مكسيكو (NMSU) في منافسات كرة السلة الجامعية. يُعتبر زاتش أحد اللاعبين المحترفين الذين جمعوا بين التجربة الجامعية المميزة والأداء الاحترافي على المستوى الدولي.

## مسيرته الجامعية
بدأ زاتش مسيرته الجامعية كلاعب هجوم خلفي من سانت بول بولاية مينيسوتا في كلية سان جاسينتو، ثم انتقل إلى جامعة إلينوي ستيت حيث قضى موسمه الجامعي الثاني وسجل متوسط 11.3 نقطة لكل مباراة مع فريق ريدبيردز قبل أن ينتقل إلى جامعة مينيسوتا عام 2014. خلال فترة توقف انتقاله، تم فصله من فريق جولدن جوفيرز قبل أن يشارك في أي مباراة رسمية، ليتجه بعدها إلى جامعة تكساس الجنوبية حيث سجل في موسم 2016-2017 متوسط 16.8 نقطة لكل مباراة وقاد فريق تايجرز إلى بطولة رابطة الأنشطة الرياضية الجامعية الوطنية عام 2017، ليُتوج في نهاية الموسم بجائزة أفضل لاعب في مؤتمر الجنوب الغربي الرياضي (SWAC) وأفضل لاعب وافد جديد.
بعد موسمه الوحيد مع جامعة تكساس الجنوبية، أعلن زاتش دخوله في درافت الدوري الاميركي للمحترفين لعام 2017 قبل أن يقرر الانسحاب، مبدياً نيته الانتقال من الجامعة. اختار في النهاية جامعة ولاية نيو مكسيكو ليقضي فيها موسمه الجامعي الأخير، حيث سجل متوسط 20.1 نقطة و5.0 كرات مرتدة لكل مباراة خلال موسمه الكبير، مع نسبة تصويب بلغت 46% من الملعب و38% من خلف القوس الثلاثي. تم اختياره ضمن الفريق الأول لمؤتمر ويسترن أثليتيك وضمن فريق الوافدين الجدد للمؤتمر لعام 2018، كما شارك بعد نهاية الموسم في بطولة بورتسموث الدعوية التي تقام سنوياً للاعبين الجامعيين الواعدين.

## المسيرة الاحترافية
لم يتم اختيار زاتش زاتش في درافت الدوري الاميركي للمحترفين لعام 2018، لكنه وقع عقداً مع ديترويت بيستونز للعب في دوري السمر حيث سجل متوسط 10.8 نقاط و2.5 كرة مرتدة لكل مباراة، بما في ذلك أداء متميز بمقدار 21 نقطة في المباراة النهائية أمام لوس أنجلوس ليكرز. أدى أداؤه المثير للإعجاب إلى توقيعه عقداً ثنائياً مع البيستونز في أكتوبر 2018، مما سمح له بالتناوب بين الفريق الأول وفرع الدوري الجي-ليج (جراند رابيدز درايف). في 17 أكتوبر 2018، خاض زاتش أول مباراة رسمية له في الدوري الاميركي للمحترفين مع البيستونز حيث سجل سرقة واحدة خلال أربع دقائق فقط من اللعب في المباراة التي انتهت بفوز فريقه 103-100 على بروكلين نتس. أما في أول ظهور له بدوري الجي-ليج، فقد قدم أداءً استثنائياً حيث سجل 26 نقطة و11 كرة مرتدة و9 تمريرات حاسمة و4 سرقات، رغم خسارة فريقه أمام إيري بايهوكس بنتيجة 114-125.
في 15 يناير 2019، تم إعفاء زاتش من قبل ديترويت بيستونز لكنه استمر مع جراند رابيدز درايف حيث سجل متوسط 13.3 نقطة و3.1 كرة مرتدة و2.3 تمريرة حاسمة و1.2 سرقة لكل مباراة. انتقل في 1 فبراير 2020 إلى روستوك سي وولفز في الدوري الألماني برو أيه حيث قدم أداءً مذهلاً بمتوسط 27.7 نقطة و4.7 كرات مرتدة و4 تمريرات حاسمة لكل مباراة. وفي 18 يوليو 2021 وقع مع نادي كاظمة الكويتي من دوري كرة السلة الكويتي للدرجة الأولى. وفي 22 سبتمبر 2022، وقع زاتش مع نادي دينامو لبنان في الدوري اللبناني لكرة السلة. وفي 18 أغسطس 2023، أعاد زاتش التوقيع مع دينامو لبنان بعد اللعب مع نادي لياونينج أركتيك وولفز في الدوري الوطني لكرة السلة. وفي 19 أكتوبر 2022 وقع مع الأهلي بنغازي الليبي حيث سجل 25 نقطة في أول مباراة له ضمن تصفيات بال في نوفمبر 2023، ثم قاد فريقه للصدارة بمباراة ثانية سجل فيها 32 نقطة. وفي 8 نوفمبر 2023 انضم إلى ميرالكو بولتز الفلبيني كلاعب مستورد في دوري شرق آسيا الممتاز، ثم أصبح بديلاً للاعب المصاب في كأس المفوضين للدوري الفلبيني. وفي 11 يناير 2024 انتقل إلى الهومنتمن بيروت، ثم وقع مع الرياضي بيروت في 3 يونيو 2024، قبل أن ينضم أخيراً إلى نادي الحكمة اللبناني. وفي 3 يونيو 2024، وقع زاتش مع نادي الرياضي بيروت في الدوري اللبناني لكرة السلة. وفي 23 أغسطس 2024 ليستكمل مسيرته الاحترافية الواعدة في الدوري اللبناني الممتاز.

## المسيرة المهنية

### الدوري الاميركي للمحترفين
الموسم العادي
| السنة   | الفريق                   | لعب | بدأ | دقيقة | ميداني% | ثلاثية | حرة | ارتداد | صنع | استلاب | تصدي | نقطة |
| ------- | ------------------------ | --- | --- | ----- | ------- | ------ | --- | ------ | --- | ------ | ---- | ---- |
| 2018–19 | ديترويت بيستونز 2018–19 ‏ | 1   | 0   | 3.8   | .000    | .000   | –   | .0     | .0  | 1.0    | .0   | .0   |